# Numenes
Numenes is een geslacht van vlinders van de familie spinneruilen (Erebidae), uit de onderfamilie Lymantriinae.

## Soorten
- N. contrahens Walker, 1862
- N. disparilis Staudinger, 1887
- N. flagrans Tams, 1928
- N. insolita W. Schultze, 1910
- N. patrana Moore, 1859
- N. praestans Saalmüller, 1884
- N. separata Leech, 1890
- N. siletti Walker, 1855
- N. strandi Bryk, 1935
- N. takamukui Matsumura, 1927